# Петролина (микрорегион)
Петролина (порт. Microrregião de Petrolina) — микрорегион в Бразилии, входит в штат Пернамбуку. Составная часть мезорегиона Сан-Франсиску-Пернамбукану.

Население составляет 	443 991	 человек (на 2010 год). Площадь — 	14 948,859	 км². Плотность населения — 	29,70	 чел./км².

## Демография
Согласно сведениям, собранным в ходе переписи 2010 г. Национальным институтом географии и статистики (IBGE), население микрорегиона составляет:						
| Полное население                             | Полное население                             | Полное население                             | Полное население                             | 443 991 |
| -------------------------------------------- | -------------------------------------------- | -------------------------------------------- | -------------------------------------------- | ------- |
| в том числе:                                 | Городское население                          | 285 801                                      | Процент городского населения, %              | 64,37   |
|                                              | Сельское население                           | 158 190                                      | Процент сельского населения, %               | 35,63   |
|                                              | Мужское население                            | 218 190                                      | Процент мужского населения, %                | 49,14   |
|                                              | Женское население                            | 225 801                                      | Процент женского населения, %                | 50,86   |
| Плотность населения, чел/км²                 | Плотность населения, чел/км²                 | Плотность населения, чел/км²                 | Плотность населения, чел/км²                 | 29,70   |
| Население микрорегиона в % к населению штата | Население микрорегиона в % к населению штата | Население микрорегиона в % к населению штата | Население микрорегиона в % к населению штата | 5,05    |

## Состав микрорегиона
В составе микрорегиона  включены следующие муниципалитеты:
1. Афраниу
2. Кабробо
3. Дорментис
4. Лагоа-Гранди
5. Ороко
6. Петролина
7. Санта-Мария-да-Боа-Виста
8. Терра-Нова